# 三石由起子
三石 由起子（みついし ゆきこ、1954年6月5日 - ）は、日本の作家・翻訳家・教育家。旧姓・中村。

## 来歴
長野県生まれ。早稲田大学第一文学部東洋哲学科卒業。「ダイアモンドは傷つかない」が三浦哲郎の推薦で1981年『早稲田文学』に掲載され、見延典子に続く若い女性作家として注目される。中年の予備校講師と大学生の性愛を描いたもので、1983年藤田敏八によって映画化され、田中美佐子のデビュー作となった。
その後結婚、出産。英才教育の本を多数書き生涯教育個人塾「三石メソード」を主宰。それ以外では、河合塾の漢文教師の他、ニッポン放送キー局のラジオ番組「テレフォン人生相談」の回答者（「作家で翻訳家」という肩書きで登場）や日本テレビ系列のテレビ番組「解決!ナイナイアンサー」のクセ者相談員を務めている。

## 著書
- 『ダイアモンドは傷つかない』講談社 1981 のち文庫
- 『ポケット・ラブ宣言 新しい恋愛術&マナー』ライオン社 1982
- 『あなたしか愛せない 講談社 1983
- 『過激主婦宣言 亭主子供の手綱をとって、「理想の家庭」を私は築く』PHP研究所 1987
- 『マリアが私生児を生んだ日』筑摩書房 1987
- 『天才児を創る! 親だからできる幼児の脳活性化法』フォー・ユー 1988
- 『名門小学校への母親塾』フォー・ユー 1988
- 『天才児に育つここが違う赤ちゃん教育』二見書房（サラ・ブックス）1990
- 『数学の天才児ができた! 数学オリンピックに出場した高校生六人の母親に訊く』蔵書房 1991
- 『わが子を大秀才に育てるこれだけの方法』フォー・ユー 1993
- 『親と子の名門小学校受験』フォー・ユー 1994
- 『珠玉の天才児たち この母を見よ!』近代文芸社 1997
- 『「お受験」の内側 幼児教育の現場から』ベストセラーズ 2000
- 『最新名門小学校への母親塾』フォー・ユー 2001
- 『天才児を育てる魔法のカレンダー 家庭でできる英才教育の12ヵ月メニュー』ベストセラーズ 2002
- 『読んで遊んで覚える母と子の日本語トレーニング お受験のカリスマが明かす最強のメソード』大和出版 2006
- 『大人の覚悟 お悩み上手のあなたへ』経済界 2014
- 『母親の貫禄 子どもの成長を願うとき大切なこと』廣済堂出版 ファミリー新書 2014

## 翻訳
- 奇跡の子ドーラン リンダ・スコットソン 偕成社 1987